# Djemila Khelfa
Djemila Khelfa est une directrice artistique, modèle, DJ, chroniqueuse, égérie des nuits parisiennes des années 1975 à 1980 et figure clef du magazine culte Façade.     

## Biographie
Djemila est née le 10 février 1959, dans le deuxième arrondissement de Lyon. Après avoir grandi aux Minguettes, elle fugue à seize ans pour rejoindre sa sœur Malika à Paris en 1975. Elle fréquente alors le milieu des intellectuels homosexuels de gauche, dont Guy Hocquenghem, Michel Foucault ou René Schérer. Elle acquiert son goût pour le cinéma à l'Olympic Entrepôt, créé par Frédéric Mitterrand. Elle sera rejointe quelques années plus tard par sa sœur Farida Khelfa.   
Djemila est DJ à la Main Bleue, un club de Montreuil - le plus grand d'Europe à l'époque - aux côtés de Serge Krüger,. Elle est la première femme DJ de France.      
Amie d'Yves Adrien, Edwige Belmore et Alain Pacadis, elle devient en 1977 la figure de proue de la Bande des Halles qui fréquente Le Palace,, puis rejoint l'équipe du magazine Façade, après avoir fait la couverture du numéro 7 aux côtés de Jack Nicholson,. Elle réalise le stylisme des pages modes et compose des playlists, rejoint le comité de rédaction à partir du neuvième numéro (Deneuve/James Brown) puis devient gérante en détenant 51 % des parts du magazine. Elle participe entre autres à la création des premières publicités personnelles de Karl Lagerfeld. C'est à cette période qu'elle rencontre diverses personnalités de la scène artistique et musicale de l'époque. Yves Adrien décrira notamment dans ses chroniques la rencontre de Djemila Khelfa avec Iggy Pop. L'écrivain Jean-Edern Hallier retiendra longtemps « cette bouche qui est comme une cicatrice ». Présente au premier concert parisien de Kraftwerk, au sommet de la tour Montparnasse, pour l'album The Man Machine, Djemila Khelfa entretient une liaison avec les leaders du groupe, Florian Schneider et Ralf Hütter.         
Andy Warhol la définit en déclarant : « Je trouve Djemila parfaitement graphique, elle est le prototype de la femme de l'an 2000 »[source insuffisante].   
Source d'inspiration pour plusieurs stylistes, elle défile en guest  pour Thierry Mugler, Adeline André et Olivier Guillemin. Djemila pose également pour les campagnes Hermès, Yves Saint Laurent et Comme des garçons.
Modèle prisé par Mondino ou Patrick Swirc, muse des artistes Pierre et Gilles, pour qui elle pose à plusieurs reprises et dès leur première série des Grimaces,, Djemila inspire Pierre Philippe, qui lui dédie sa chanson Djemila interprétée par Jean Guidoni. Elle est alors l'une des femmes les plus photographiées de Paris, notamment sous l'objectif de Simon Bocanegra, Laurence Sudre ou Philippe Morillon.         
En 1981, Djemila sort un 45 tours dans lequel elle reprend, dans des versions trash mi-funk, mi-punk, L'Homme à la moto d'Édith Piaf et Lucille de Little Richard. Son passage dans l'émission MegaHertz d'Alain Maneval crée le scandale et sera censuré par la production. Elle fait également des apparitions dans le cinéma underground d'Yvan Lagrange, Philippe Gauthier et autres. En 2016, elle joue dans Oublie pas la nuit de Rodrigue Fondeviolle, avec Marie France. 
Djemila est depuis les années 1990 directrice artistique, styliste privée pour Le Bon Marché, personal shopper pour l'hôtel Costes, chroniqueuse, et journaliste de mode.
Elle est invitée au défilé haute couture Printemps-Été 2016 de Jean-Paul Gaultier, qui reprend le thème des « années Palace » et rend hommage à ses égéries,. Fin 2016, Djemila performe sa version de L'Homme à la moto au Petit Bain, dans le cadre du Frenchy But Chic Festival et devient marraine de La Braderie de la Mode AIDES pour la lutte contre le sida. Au printemps 2018, elle fait l'objet d'une conférence aux Beaux Arts de Paris, sur le thème "Djemila a fait de la politique par son corps et par sa présence". Elle donne un nouveau concert avec Marie et les Garçons, au cours duquel elle reprend Kicks de Lou Reed.